# Olan (plato)
Olan (pronunciado [oːlan]) es un plato de la gastronomía keralite (de Kerala, en el sur de la India). Es un plato ligero y de sabor sutil preparado a base de calabaza de peregrino, y alubias carillas, leche de coco y jengibre sazonados con aceite de coco. Por lo general, se sirve como parte de una sadhya.

## Receta

### Estilo keralite
Ingredientes
- 1 taza de alubias carillas
- 1 taza de calabaza de peregrino
- 1 taza de calabaza común
- 3, 4 chiles verdes
- 1 taza y ½ de leche de coco
- 5-6 hojas de curry
- 1 cda. de aceite
- Sal

## Variantes
La variante nambudiri de olan es ligeramente diferente.